# Liste der olympischen Medaillengewinner aus Litauen
Das Litauische Nationale Olympische Komitee (LTOK) wurde 1924 gegründet und 1991 nach der Unabhängigkeit wieder vom Internationalen Olympischen Komitee aufgenommen.

## Medaillenbilanz
Bislang konnten Sportler 30 olympische Medaillen für Litauen erringen (6 × Gold, 9 × Silber, 15 × Bronze). Domäne der Litauer ist neben dem Basketball der Diskuswurf, in dem Virgilijus Alekna (2 × Gold und 1 × Bronze), Romas Ubartas (1 × Gold für Litauen und 1 × Silber für die UdSSR) und Mykolas Alekna (1 × Silber) glänzten.
Erfolgreichste Sportler aus Litauen bei Olympischen Spielen sind neben Virgilijus Alekna und Romas Ubartas die Basketballer Rimas Kurtinaitis, Šarūnas Marčiulionis und Arvydas Sabonis, die jeweils 1 Gold- und 2 Bronzemedaillen errangen, die Basketballerin Angelė Rupšienė und die Handballerin Aldona Nenėnienė mit 2 Goldmedaillen, der Handballer Valdemaras Novickis mit 1 Gold und 1 Silber sowie der Bahnradfahrer Gintautas Umaras mit 2 Goldmedaillen.
| Litauen bei den Olympischen Sommerspielen                                        | Litauen bei den Olympischen Sommerspielen | Litauen bei den Olympischen Sommerspielen | Litauen bei den Olympischen Sommerspielen | Litauen bei den Olympischen Sommerspielen | Litauen bei den Olympischen Sommerspielen |      | Litauen bei den Olympischen Winterspielen | Litauen bei den Olympischen Winterspielen | Litauen bei den Olympischen Winterspielen | Litauen bei den Olympischen Winterspielen | Litauen bei den Olympischen Winterspielen | Litauen bei den Olympischen Winterspielen |
| Jahr                                                                             | Gold                                      | Silber                                    | Bronze                                    | Gesamt                                    | Rang                                      | Jahr | Gold                                      | Silber                                    | Bronze                                    | Gesamt                                    | Rang                                      |                                           |
| 1924                                                                             | 0                                         | 0                                         | 0                                         | 0                                         |                                           |      | 1924                                      | –                                         | –                                         | –                                         | –                                         | –                                         |
| 1928                                                                             | 0                                         | 0                                         | 0                                         | 0                                         |                                           |      | 1928                                      | 0                                         | 0                                         | 0                                         | 0                                         |                                           |
| 1932                                                                             | –                                         | –                                         | –                                         | –                                         | –                                         |      | 1932                                      | –                                         | –                                         | –                                         | –                                         | –                                         |
| 1936                                                                             | –                                         | –                                         | –                                         | –                                         | –                                         |      | 1936                                      | –                                         | –                                         | –                                         | –                                         | –                                         |
| 1948                                                                             | –                                         | –                                         | –                                         | –                                         | –                                         |      | 1948                                      | –                                         | –                                         | –                                         | –                                         | –                                         |
| 1952                                                                             | –                                         | –                                         | –                                         | –                                         | –                                         |      | 1952                                      | –                                         | –                                         | –                                         | –                                         | –                                         |
| 1956                                                                             | –                                         | –                                         | –                                         | –                                         | –                                         |      | 1956                                      | –                                         | –                                         | –                                         | –                                         | –                                         |
| 1960                                                                             | –                                         | –                                         | –                                         | –                                         | –                                         |      | 1960                                      | –                                         | –                                         | –                                         | –                                         | –                                         |
| 1964                                                                             | –                                         | –                                         | –                                         | –                                         | –                                         |      | 1964                                      | –                                         | –                                         | –                                         | –                                         | –                                         |
| 1968                                                                             | –                                         | –                                         | –                                         | –                                         | –                                         |      | 1968                                      | –                                         | –                                         | –                                         | –                                         | –                                         |
| 1972                                                                             | –                                         | –                                         | –                                         | –                                         | –                                         |      | 1972                                      | –                                         | –                                         | –                                         | –                                         | –                                         |
| 1976                                                                             | –                                         | –                                         | –                                         | –                                         | –                                         |      | 1976                                      | –                                         | –                                         | –                                         | –                                         | –                                         |
| 1980                                                                             | –                                         | –                                         | –                                         | –                                         | –                                         |      | 1980                                      | –                                         | –                                         | –                                         | –                                         | –                                         |
| 1984                                                                             | –                                         | –                                         | –                                         | –                                         | –                                         |      | 1984                                      | –                                         | –                                         | –                                         | –                                         | –                                         |
| 1988                                                                             | –                                         | –                                         | –                                         | –                                         | –                                         |      | 1988                                      | –                                         | –                                         | –                                         | –                                         | –                                         |
| 1992                                                                             | 1                                         | 0                                         | 1                                         | 2                                         | 34                                        |      | 1992                                      | 0                                         | 0                                         | 0                                         | 0                                         |                                           |
| 1996                                                                             | 0                                         | 0                                         | 1                                         | 1                                         | 71                                        |      | 1994                                      | 0                                         | 0                                         | 0                                         | 0                                         |                                           |
| 2000                                                                             | 2                                         | 0                                         | 3                                         | 5                                         | 33                                        |      | 1998                                      | 0                                         | 0                                         | 0                                         | 0                                         |                                           |
| 2004                                                                             | 1                                         | 2                                         | 0                                         | 3                                         | 45                                        |      | 2002                                      | 0                                         | 0                                         | 0                                         | 0                                         |                                           |
| 2008                                                                             | 0                                         | 3                                         | 2                                         | 5                                         | 57                                        |      | 2006                                      | 0                                         | 0                                         | 0                                         | 0                                         |                                           |
| 2012                                                                             | 2                                         | 0                                         | 3                                         | 5                                         | 34                                        |      | 2010                                      | 0                                         | 0                                         | 0                                         | 0                                         |                                           |
| 2016                                                                             | 0                                         | 1                                         | 3                                         | 4                                         | 65                                        |      | 2014                                      | 0                                         | 0                                         | 0                                         | 0                                         |                                           |
| 2020                                                                             | 0                                         | 1                                         | 0                                         | 1                                         | 77                                        |      | 2018                                      | 0                                         | 0                                         | 0                                         | 0                                         |                                           |
| 2024                                                                             | 0                                         | 2                                         | 2                                         | 4                                         | 70                                        |      | 2022                                      | –                                         | –                                         | –                                         | –                                         | –                                         |
| Gesamt                                                                           | 6                                         | 9                                         | 15                                        | 30                                        |                                           |      | Gesamt                                    | 0                                         | 0                                         | 0                                         | 0                                         |                                           |
| \| \| Gold \| Silber \| Bronze \| Gesamt \| \| Ges. S+W \| 6 \| 9 \| 15 \| 30 \| |                                           |                                           |                                           |                                           |                                           |      |                                           |                                           |                                           |                                           |                                           |                                           |
|                                                                                  | Gold                                      | Silber                                    | Bronze                                    | Gesamt                                    |                                           |      |                                           |                                           |                                           |                                           |                                           |                                           |
| Ges. S+W                                                                         | 6                                         | 9                                         | 15                                        | 30                                        |                                           |      |                                           |                                           |                                           |                                           |                                           |                                           |

## Medaillengewinner
Nachfolgend sind – in Übereinstimmung mit den Angaben des LTOK – alle Sportler aus Litauen aufgeführt, die bei Olympischen Spielen Medaillen erringen konnten. Medaillen, die bei Olympischen Spielen zwischen 1948 und 1988 gewonnen wurden, wurden als Mitglied der jeweiligen sowjetischen Teams errungen.
Zur besseren Übersichtlichkeit werden die Sportler (Männer) der Mannschaftssportart Basketball (Nationalsport in Litauen) hier eingangs als Team aufgeführt und finden sich als Einzelsportler in einer eigenen Rubrik am Ende des Artikels.

### Basketballmannschaft der Herren
- Helsinki 1952: Silber; aus Litauen: Stepas Butautas, Justinas Lagunavičius, Kazys Petkevičius
- Melbourne 1956: Silber; aus Litauen: Algirdas Lauritėnas, Kazys Petkevičius, Stanislovas Stonkus
- München 1972: Gold; aus Litauen: Modestas Paulauskas
- Moskau 1980: Bronze; aus Litauen: Sergėjus Jovaiša
- Seoul 1988: Gold; aus Litauen: Valdemaras Chomičius, Rimas Kurtinaitis, Šarūnas Marčiulionis, Arvydas Sabonis
- Barcelona 1992: Bronze: Romanas Brazdauskis, Valdemaras Chomičius, Darius Dimavičius, Gintaras Einikis, Sergėjus Jovaiša, Artūras Karnišovas, Gintaras Krapikas, Rimas Kurtinaitis, Šarūnas Marčiulionis, Alvydas Pazdrazdis, Arvydas Sabonis, Arūnas Visockas
- Atlanta 1996: Bronze: Gintaras Einikis, Artūras Karnišovas, Rimas Kurtinaitis, Darius Lukminas, Tomas Pačėsas, Arvydas Sabonis, Saulius Štombergas, Rytis Vaišvila, Eurelijus Žukauskas, Mindaugas Žukauskas
- Sydney 2000: Bronze: Dainius Adomaitis, Gintaras Einikis, Andrius Giedraitis, Šarūnas Jasikevičius, Kęstutis Marčiulionis, Tomas Masiulis, Darius Maskoliūnas, Darius Songaila, Ramūnas Šiškauskas, Mindaugas Timinskas, Saulius Štombergas, Eurelijus Žukauskas
- Paris 2024: Bronze: Evaldas Džiaugys, Gintautas Matulis, Aurelijus Pukelis, Šarūnas Vingelis

### Einzelsportler

#### A
- Mykolas Alekna – Leichtathletik (0-1-0)
Sydney 2024: Silber, Diskuswurf, Männer
- Virgilijus Alekna – Leichtathletik (2-0-1)
Sydney 2000: Gold, Diskuswurf, Männer
Athen 2004: Gold, Diskuswurf, Männer
Peking 2008: Bronze, Diskuswurf, Männer
- Laura Asadauskaitė-Zadneprovskienė – Moderner Fünfkampf (1-1-0)
London 2012: Gold, Frauen
London 2020: Silber, Frauen

#### B
- Antanas Bagdonavičius – Rudern (0-1-1)
Rom 1960: Silber, Doppelzweier mit Steuermann, Männer
Mexiko 1968: Bronze, Achter, Männer
- Laima Baikauskaitė – Leichtathletik (0-1-0)
Seoul 1988: Silber, 1500 m, Frauen
- Dominika Banevič – Breaking (0-1-0)
Paris 2024: Silber, Breaking, B-Girls
- Vida Beselienė – Basketball (1-0-0)
Moskau 1980: Gold, Frauen
- Vytautas Briedis – Rudern (0-0-1)
Mexiko 1968: Bronze, Achter, Männer

#### C
- Jonas Čepulis – Boxen (0-1-0)
Mexiko 1968: Silber, Schwergewicht (+81 kg)
- Aldona Nenėnienė – Handball (2-0-0)
Montréal 1976: Gold, Frauen
Moskau 1980: Gold, Frauen
- Vladislovas Česiūnas – Kanu (1-0-0)
München 1972: Zweier-Canadier, 1000 m, Männer

#### D
- Aurimas Didžbalis – Gewichtheben (0-0-1)
Rio de Janeiro 2016: Bronze, Mittelschwergewicht (-94 kg)

#### G
- Mindaugas Griskonis – Rudern (0-1-0)
Rio de Janeiro 2016: Silber, Doppelzweier, Männer
- Daina Gudzinevičiūtė – Schießen (1-0-0)
Sydney 2000: Gold, Trap, Frauen

#### J
- Juozas Jagelavičius – Rudern (0-0-1)
Mexiko 1968: Bronze, Achter, Männer
- Arvydas Janonis – Fußball (1-0-0)
Seoul 1988: Gold, Männer
- Zigmas Jukna – Rudern (0-1-1)
Rom 1960: Silber, Doppelzweier mit Steuermann, Männer
Mexiko 1968: Bronze, Achter, Männer
- Arvydas Juozaitis – Schwimmen (0-0-1)
Montréal 1976: 100 m Brust, Männer

#### K
- Lina Kačiušytė – Schwimmen (1-0-0)
Moskau 1980: 200 m Brust, Frauen
- Birutė Kalėdienė – Leichtathletik (0-0-1)
Rom 1960: Bronze, Speerwurf, Damen
- Eleonora Kaminskaitė – Rudern (0-0-1)
Montréal 1976: Bronze, Doppelzweier, Frauen
- Artūras Kasputis – Radsport (1-0-0)
Seoul 1988: Gold, Mannschaftsverfolgung, Männer
- Aleksandr Kazakevič – Ringen (0-0-1)
London 2012: Bronze, Männer
- Klavdija Koženkova – Rudern (0-1-0)
Montréal 1976: Silber, Achter, Frauen
- Edvinas Krungolcas – Moderner Fünfkampf (0-1-0)
Peking 2008: Silber, Männer

#### L
- Aurimas Lankas – Kanu (0-0-1)
Rio de Janeiro 2016: Bronze, Zweier-Kajak 200 m, Männer

#### M
- Vasilijus Matuševas – Volleyball (1-0-0)
Mexiko 1968: Gold, Männer
- Sigita Mažeikaitė-Strečen – Handball (1-0-0)
Moskau 1980: Gold, Frauen
- Rūta Meilutytė – Schwimmen (1-0-0)
London 2012: Gold, Frauen
- Antanas Mikėnas – Leichtathletik (0-1-0)
Melbourne 1956: Silber, 20-km-Gehen
- Mindaugas Mizgaitis – Ringen (0-1-0)
Peking 2008: Silber, Ringen, Männer
- Romualdas Murauskas – Boxen (0-0-1)
Melbourne 1956: Bronze, Leichtschwergewicht (75–81 kg)

#### N
- Arminas Narbekovas – Fußball (1-0-0)
Seoul 1988: Gold, Männer
- Jonas Narmontas – Rudern (0-0-1)
Moskau 1980: Bronze, Achter, Männer
- Valdemaras Novickis – Handball (1-1-0)
Moskau 1980: Silber, Männer
Seoul 1988: Gold, Männer

#### P
- Evaldas Petrauskas – Boxen (0-0-1)
London 2012: Bronze, Leichtgewicht, Männer
- Jonas Pinskus – Rudern (0-0-1)
Moskau 1980: Achter, Männer
- Kristina Poplavskaja – Rudern (0-0-1)
Sydney 2000: Bronze, Doppelzweier, Frauen
- Danas Pozniakas – Boxen (1-0-0)
Mexiko 1968: Gold, Leichtschwergewicht (75–81 kg)

#### R
- Edvinas Ramanauskas – Kanu (0-0-1)
Rio de Janeiro 2016: Bronze, Zweier-Kajak 200 m, Männer
- Genovaitė Ramoškienė – Rudern (0-0-1)
Montréal 1976: Bronze, Doppelzweier, Frauen
- Saulius Ritter – Rudern (0-1-0)
Rio de Janeiro 2016: Silber, Doppelzweier, Männer
- Angelė Rupšienė – Basketball (2-0-0)
Montréal 1976: Gold, Frauen
Moskau 1980: Gold, Frauen

#### S
- Nijolė Sabaitė – Leichtathletik (0-1-0)
München 1972: Silber, 800 m, Frauen
- Birutė Šakickienė – Rudern (0-0-1)
Sydney 2000: Bronze, Doppelzweier, Frauen
- Algimantas Šalna – Biathlon (1-0-0)
Sarajevo 1984: Gold, 4 × 7,5-km-Staffel, Männer
- Stasys Šaparnis – Moderner Fünfkampf (0-1-0)
Mexiko 1968: Silber, Moderner Fünfkampf, Mannschaft, Männer
- Viktorija Senkutė – Rudern (0-0-1)
London 2024: Bronze, Rudern – Einer, Frauen
- Austra Skujyte – Leichtathletik (0-1-1)
Athen 2004: Silber, Siebenkampf, Frauen
London 2012: Bronze, Siebenkampf, Frauen

#### T
- Ričardas Tamulis – Boxen (0-1-0)
Tokio 1964: Silber, Weltergewicht (63,5–67 kg)
- Vitalija Tuomaitė – Basketball (0-0-1)
Seoul 1988: Bronze, Frauen

#### U
- Romas Ubartas – Leichtathletik (1-1-0)
Seoul 1988: Silber, Diskuswurf, Männer
Barcelona 1992: Gold, Diskuswurf, Männer
- Gintautas Umaras – Radsport (2-0-0)
Seoul 1988: Gold, Einzelverfolgung (4000 m), Männer
Seoul 1988: Gold, Mannschaftsverfolgung (4000 m), Männer

#### V
- Milda Valčiukaitė – Rudern (0-0-1)
Rio de Janeiro 2016: Bronze, Doppelzweier, Frauen
- Remigijus Valiulis – Leichtathletik (1-0-0)
Moskau 1980: Gold, 4 × 400-m-Staffel, Männer
- Vida Vencienė – Ski nordisch (1-0-1)
Calgary 1988: Gold, 10-km-Langlauf, Frauen
Calgary 1988: Bronze, 5-km-Langlauf, Frauen
- Donata Vištartaitė – Rudern (0-0-1)
Rio de Janeiro 2016: Bronze, Doppelzweier, Frauen
- Gintarė Volungevičiūtė
Peking 2008: Silber, Segeln, Frauen

#### Z
- Andrejus Zadneprovskis – Moderner Fünfkampf (0-1-0)
Athen 2004: Silber, Männer
Peking 2008: Bronze, Männer
- Laima Zilporytė – Radsport (0-0-1)
Seoul 1988: Bronze, Straßenrennen, Frauen
- Diana Žiliūtė – Radsport (0-0-1)
Sydney 2000: Bronze, Straßenrennen, Frauen
- Robertas Žulpa – Schwimmen (1-0-0)
Moskau 1980: Gold, 200 m Brust, Männer

### Basketballspieler
- Dainius Adomaitis – Basketball (0-0-1)
Sydney 2000: Bronze, Männer
- Romanas Brazdauskis – Basketball (0-0-1)
Barcelona 1992: Bronze, Männer
- Stepas Butautas – Basketball (0-1-0)
Helsinki 1952: Silber, Männer
- Valdemaras Chomičius – Basketball (1-0-1)
Seoul 1988: Gold, Männer
Barcelona 1992: Bronze, Männer
- Darius Dimavičius – Basketball (0-0-1)
Barcelona 1992: Bronze, Männer

- Evaldas Džiaugys – Basketball (0-0-1)
Paris 2024: Bronze, Männer

- Gintaras Einikis – Basketball (0-0-3)
Barcelona 1992: Bronze, Männer
Atlanta 1996: Bronze, Männer
Sydney 2000: Bronze, Männer
- Andrius Giedraitis – Basketball (0-0-1)
Sydney 2000: Bronze, Männer
- Šarūnas Jasikevičius – Basketball (0-0-1)
Sydney 2000: Bronze, Männer
- Sergėjus Jovaiša – Basketball (0-0-2)
Moskau 1980: Bronze, Männer
Barcelona 1992: Bronze, Männer
- Andrius Jurkūnas – Basketball (0-0-1)
Atlanta 1996: Bronze, Männer
- Arturas Karnišovas – Basketball (0-0-2)
Barcelona 1992: Bronze, Männer
Atlanta 1996: Bronze, Männer
- Gintaras Krapikas – Basketball (0-0-1)
Barcelona 1992: Bronze, Männer
- Rimas Kurtinaitis – Basketball (1-0-2)
Seoul 1988: Gold, Männer
Barcelona 1992: Bronze, Männer
Atlanta 1996: Bronze, Männer
- Justinas Lagunavičius – Basketball (0-1-0)
Helsinki 1952: Silber, Männer
- Algirdas Lauritėnas – Basketball (0-1-0)
Melbourne 1956: Silber, Männer
- Darius Lukminas – Basketball (0-0-1)
Atlanta 1996: Bronze, Männer
- Kęstutis Marčiulionis – Basketball (0-0-1)
Sydney 2000: Bronze, Männer
- Šarūnas Marčiulionis – Basketball (1-0-2)
Seoul 1988: Gold, Männer
Barcelona 1992: Bronze, Männer
Atlanta 1996: Bronze, Männer
- Tomas Masiulis – Basketball (0-0-1)
Sydney 2000: Bronze, Männer
- Darius Maskoliūnas – Basketball (0-0-1)
Sydney 2000: Bronze, Männer
- Gintautas Matulis – Basketball (0-0-1)
Paris 2024: Bronze, Männer
- Tomas Pačėsas – Basketball (0-0-1)
Atlanta 1996: Bronze, Männer
- Modestas Paulauskas – Basketball (1-0-0)
München 1972: Gold, Männer
- Alvydas Pazdrazdis – Basketball (0-0-1)
Barcelona 1992: Bronze, Männer
- Kazys Petkevičius – Basketball (0-2-0)
Helsinki 1952: Silber, Männer
Melbourne 1956: Silber, Männer
- Aurelijus Pukelis – Basketball (0-0-1)
Paris 2024: Bronze, Männer
- Arvydas Sabonis – Basketball (1-0-2)
Seoul 1988: Gold, Männer
Barcelona 1992: Bronze, Männer
Atlanta 1996: Bronze, Männer
- Darius Songaila – Basketball (0-0-1)
Sydney 2000: Bronze, Männer
- Stanislovas Stonkus – Basketball (0-1-0)
Melbourne 1956: Silber, Männer
- Ramūnas Šiškauskas – Basketball (0-0-1)
Sydney 2000: Bronze, Männer
- Saulius Štombergas – Basketball (0-0-2)
Atlanta 1996: Bronze, Männer
Sydney 2000: Bronze, Männer
- Mindaugas Timinskas – Basketball (0-0-1)
Sydney 2000: Bronze, Männer
- Rytis Vaišvila – Basketball (0-0-1)
Atlanta 1996: Bronze, Männer
- Šarūnas Vingelis – Basketball (0-0-1)
Paris 2024: Bronze, Männer
- Arūnas Visockas – Basketball (0-0-1)
Barcelona 1992: Bronze, Männer
- Eurelijus Žukauskas – Basketball (0-0-2)
Atlanta 1996: Bronze, Männer
Sydney 2000: Bronze, Männer
- Mindaugas Žukauskas – Basketball (0-0-1)
Atlanta 1996: Bronze, Männer